# جافريلا ديرجافين
جافريلا (غرافييل) رومانوفيش ديرجافين (الروسية: Гавриил (Гаврила) Романович Державин) (14 يوليو 1743 — 20 يوليو 1816) هو واحد من أعظم الشعراء الروس قبل ألكسندر بوشكين. كان أيضًا من رجال الدولة. على الرغم من اعتبار أعماله تقليدية كلاسيكية أدبية، فإن أفضل أشعاره غنيةٌ بالنقائض والأصوات المتضاربة بما يُذَكر بالشاعر جون دون والشعراء الميتافيزيقيين الآخرين.

## حياته
وُلِدَ ديرزهافين في قازان. وقد تم تعميد سلفه البعيد مورزا باجريم (Bagrim)، الذي رحل من الحشد العظيم الذي حدث في القرن الخامس عشر إلى موسكو وأصبح تابعًا للروسي الأمير الجليل فاسيلي الثاني. ومع ذلك، بحلول القرن الثامن عشر كان والد ديرزهافين مجرد حامل دروع ريفي فقير. توفي عندما كان جافريلا لا يزال صغيرًا.
تلقى ديرزهافين تعليمًا رسميًا قليلاً في صالة الألعاب الرياضية في موسكو ولكنه غادر إلى بطرسبرغ فردا خاصا في الحرس.
هناك بزغ من بين الصفوف جنديا عموميا لمكاتب الدولة العليا في ظل حكم كاثرين العظيمة. أعجب به قادته في البداية خلال تمرد بوغاتشيف (Pugachev's Rebellion).
وتقدمت حياته المهنية، كونه سياسيًا مُخضرمًا، عندما ترك الخدمة العسكرية من أجل الخدمة المدنية. وارتقى ديرزهافين إلى منصب حاكم أولونتس عام 1784 وتامبوف عام 1785، والسكرتير الشخصي للإمبراطورة عام 1791 ورئيس كلية التجارة عام 1794 وأخيرًا وزير العدل عام 1802.
أُقيل من منصبه في عام 1803 وقضى معظم بقية حياته في إقليم البلد في زفانكا بالقرب من نوفجورود، وهو يكتب الأناشيد الرعوية والشعر المنطوي على مفارقة تأريخية.
وفي منزله بسانت بطرسبرغ، كان يعقد اجتماعات شهرية للجمعية المُحافِظة محبو الكلمة الروسية.

## وفاته
توفي ديرزهافين عام 1816 ودُفِنَ في دير خوتين (Khutyn Monastery) بالقرب من زفانكا، وأُعيد دفنه من قِبل السوفييت في الكرملين نوفجورود، ثم أُعيد دفنه مرة أخرى في خوتين.

## الأعمال
من أكثر ما اشتهر به ديرزهافين قصائده الغنائية، المُخصصة للإمبراطورة ورجال الحاشية الآخرين. وقد أعطى القليل من الاهتمام للنظام السائد من الأنواع الأدبية، وكان في الكثير من الوقت يملأ القصيدة الغنائية بمحتويات رثائية أو فُكاهية أو هجائية. ففي قصيدته الغنائية الجليلة للإمبراطورة، على سبيل المثال، كان يذكر البحث عن البراغيث في شعر زوجته ويقارن الشعر الخاص به بعصير الليمون.
وبخلاف غيره من الشعراء الكلاسيكيين، وجد ديرزهاڤين متعة في التفاصيل المُختارة بعناية، مثل لون ورق الحائط في غرفة نومه أو المخزون الشعري لوجبته اليومية. واعتقد أن الفرنسية كانت لغة انسجام أما تلك الروسية فكانت لغة صراع. وعلى الرغم من أنه استمتع بالسجع الابتدائي المتناغم، فقد كان في بعض الأحيان يصوغ شعره بتأثير متنافر النغمات.
كانت القصائد الغنائية الأساسية لديرزهاڤين لا تشوبها شائبة قصيدة "في موت الأمير ميشرسكاي" عام (1779)؛ واللعوب "قصيدة غنائية إلى فيليكا" عام (1782)؛ والنبيلة "الرب(1785)، التي تُرجمت إلى العديد من اللغات الأوروبية؛ وقصيدة "الشلال" عام (1794)، بمناسبة وفاة الأمير بوتمكين؛ وقصيدة "الدّغناش" نسخة محفوظة 18 أكتوبر 2007 على موقع واي باك مشين. عام (1800)، وهي قصيدة رثائية مؤثرة في وفاة صديقه سوڤوروڤ. وقدم أيضًا كلمات النشيد الوطني الروسي الأول، دوي رعد النصر

## التأثير
وفقًا لدي إس ميرسكاي (D.S. Mirsky)، «يعد شعر ديرزهاڤين عالمًا من الثراء المُذهل؛ كان العائق الوحيد لشعره هو أن ذلك الشاعر العظيم لم تتم الاستفادة منه سواء كسَيدٍ للشعراء أو كمثالٍ لهم. وهو لم يفعل شيئًا لرفع مستوى الذوق الأدبي أو تحسين اللغة الأدبية، وبالنسبة لرحلاته الشعرية، فكان من الواضح استحالة اتباع أحدٍ له في تلك المجالات الطائشة». ومع ذلك، فقد صرّح نيكولاي نيكراسوڤ أن ديرزهاڤين أحرى بالاتباع من بوشكين، وقد استمر استخدام سطر ديرزهاڤين للإيقاعات المنكسرة بواسطة مارينا تسڤيتايڤا Marina Tsvetaeva في القرن العشرين.

## سطور بارزة
- Gde stol byl yastv, tam grob stoit (بالعربية: أينما اعتدت على وجود مائدة مليئة بالمُؤن، ظهر تابوت الآن)
- أنا قيصر - أنا عبد - أنا دودة - أنا رب (Я - царь, я - раб, я - червь, я - бог, Ya tsar, - ya rab, - ya cherv, - ya bog)
- …قلب الأسد وأجنحة النسر لم تعد معنا! – كيف يمكننا المحاربة؟ (Львиного сердца, крыльев орлиных нет теперь с нами. Что воевать?)

## سطور وُجدت على منضدة ديرزهاڤين بعد وفاته

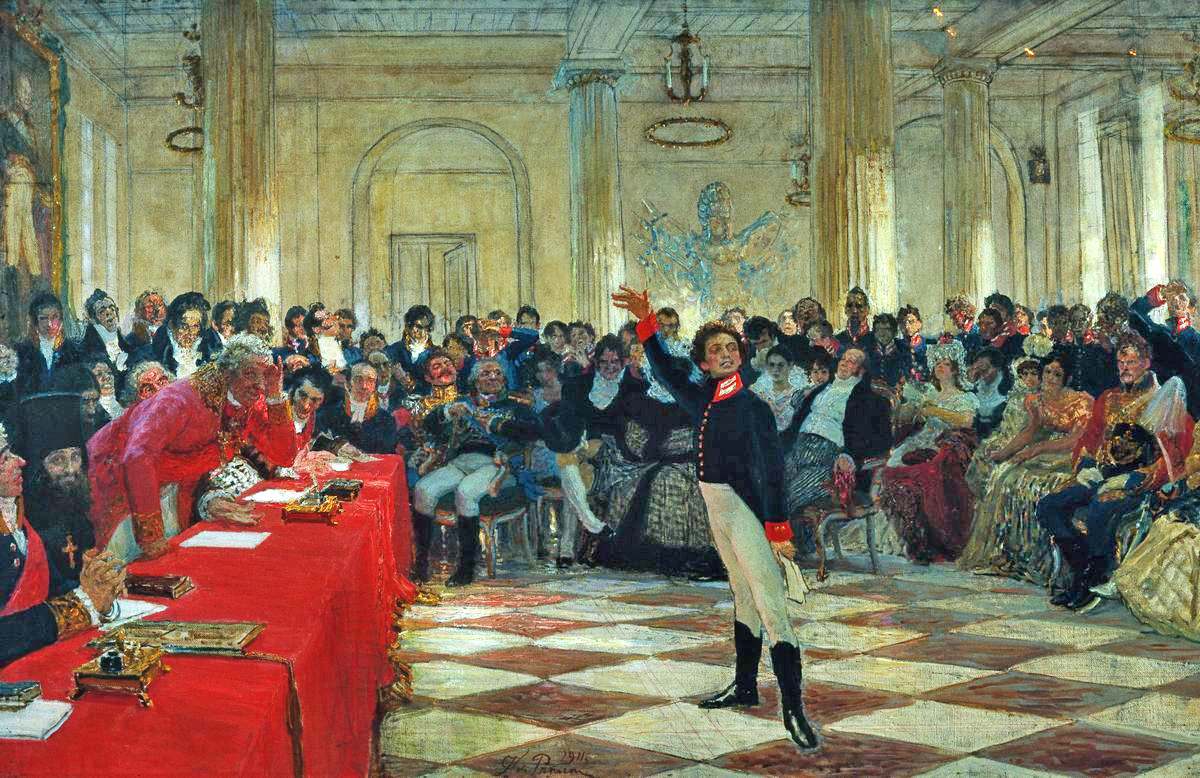
16 عاماً بوشكين يتلو قصيدته قبل ديرزهاڤين القديم في تسارسكوي سيلو ليسوم (1911 صورة بواسطة إيليا ريبين Ilya Repin).

تيار نهر التايمز
سيحمل كل أفعال الإنسان بعيدًا
ويغرق في النسيان
جميع الشعوب والممالك وملوكها.
وإذا كان هناك شيء ما للبقاء
عبر أصوات البوق والقيثارة،
سيختفي أيضًا في حوصلة الوقت
ولا يتجنب المحرقة المشتركة...

## كتابات أخرى
- Y. K. Grot. Life of Derzhavin. SPb, 1883 - great biography by a first-rank scholar
- V. F. Khodasevich. Derzhavin. Berlin, 1931 - a literary masterpiece in its own right. (published in English as Derzhavin by University of Wisconsin Press in 2007)

His memoir Zapiski has been reprinted by Oriental Research Partners (Newtonville, MA) in 1973 with a new introduction by Prof. Richard Wortman, University of Chicago.

## وصلات خارجية
- جافريلا ديرجافين على موقع الموسوعة البريطانية (الإنجليزية)
- جافريلا ديرجافين على موقع ميوزك برينز (الإنجليزية)
- جافريلا ديرجافين على موقع إن إن دي بي (الإنجليزية)
- مؤلفات Gavrila Romanovich Derzhavin في مشروع غوتنبرغ
- Collection of Poems by Gavrila Derzhavin (English Translations)
- Illustrated timeline نسخة محفوظة 20 يونيو 2010 على موقع واي باك مشين.
- Luba Golburt, "Derzhavin's monuments: Sculpture, Poetry, and the Materiality of History", Toronto Slavic Quarterly 13, Summer 2005, retrieved 23 October 2006.